# Red Dead Revolver
Red Dead Revolver és un joc vídeo de trets en tercera persona de tipus western publicat per Rockstar Games i desenvolupat per Rockstar San Diego. Va ser publicat a Amèrica del Nord el 4 de maig de 2004 per a PlayStation 2 i Xbox. L'11 d'octubre de 2016, aquest videojoc va ser agregat a PlayStation Store permetent la seva descàrrega a la consolaPlayStation 4.

## Trama
A finals de la dècada de 1860, els buscadors Nate Harlow (Kurt Rhoads) i Griff (Bert Pence) troben or a una zona anomenada Bear Mountain i ho celebren fabricant dos revòlvers idèntics, cadascun prenent un. Quan Griff és capturat més tard per l'exèrcit mexicà, convenç el corrupte general de l'exèrcit Javier Diego (Robert Jiménez) de perdonar-li la vida oferint-li ensenyar-li on s'amaga l'or. Diego instrueix a la seva mà dreta, un mercenari nord-americà que es diu coronel Daren (Dennis Ostermaier), que mati Nate i la seva família per ocultar la ubicació de l'or. Daren i una banda de pistolers assassinen Nate i la seva dona nativa americana, Falling Star (Messeret Stroman), però el seu fill adolescent, Red (Jason Fuchs), escapa després de disparar al braç esquerre de Daren amb el revòlver del seu pare, la calor del qual li produeix una cicatriu en forma d'escorpí a la mà.

## Recepció
Red Dead Revolver va rebre bones ressenyes en general per part dels especialistes. Va rebre una puntuació mitjana de 75% en GameRankings. El portal Meristation va atorgar un 8/10 al videojoc i va assegurar que “Rockstar recull el testimoni que va llançar Capcom, i ens presenta una de les millors adaptacions als videojocs de les pel·lícules de l'Oest”.